# Кеті Райкс
Ке́тлін «Кеті» Джо́ан Тое́лль Р́айкс (англ. Kathleen Joan Toelle Reichs; нар. 7 липня 1948, Чикаго, Іллінойс, США) — американська письменниця в жанрі детектива та трилера, професор Університету Північної Кароліни в Шарлотті, продюсер телесеріалу «Кістки» по мотивам своїх книг. Лауреат премії Артура Елліса (1998) за «Déja Dead».
Має двох дочок, Керрі та Кортні, і одного сина Брендана.

## Романи
Окрім багатьох технічних праць, Кеті написала 19 новел про судового антрополога Темперенс «Темпе» Бреннан та 6 новел про Торі Бреннан у серії книжок «Virals». Її книги було перекладено на 30 мов, багато стало бестселерами, а дебютна книга «Вже мертва» в 1997 році виграла премію Артура Елліса.
У 2017 році вийде книга-позасерійник «Дві ночі» (Two Nights), яка представить нових персонажей.